# アッピウス・クラウディウス・プルケル (紀元前79年の執政官)
アッピウス・クラウディウス・プルケル（ラテン語: Appius Claudius Pulcher、- 紀元前76年）は紀元前1世紀初期の共和政ローマの政治家・軍人。紀元前79年に執政官（コンスル）を務めた。

## 出自
プルケルはパトリキ（貴族）であるクラウディウス氏族の出身である。クラウディウス氏族はサビニ族を祖とし、ローマと平和的な関係を求めたアッティウス・クラウススが成人男性だけでも約500人のクリエンテスと共にローマへと移り住み、土地と元老院の議席を与えられた。そしてローマ社会のパトリキの名門として成長を遂げる。プルケル（美しい）のコグノーメン（第三名、家族名）を最初に名乗ったのは、紀元前249年の執政官プブリウス・クラウディウス・プルケルである。
カピトリヌスのファスティによれば、プルケルの父のプラエノーメン（第一名、個人名）はアッピウス、祖父はガイウスである。おそらく父アッピウスは紀元前143年の執政官と思われる。
プルケルの母はプレブス（平民）であるアンティスティウス氏族の出身である。紀元前92年の執政官ガイウス・クラウディウス・プルケルは兄、また姉または妹がティベリウス・センプロニウス・グラックス（グラックス弟）と結婚している。

## 経歴
プルケルは、紀元前99年にクァエストル（財務官）として政治の道を歩み始めた。その後アエディリス（按察官）に立候補するが、兄ガイウスの支援にもかかわらず最初の選挙では敗れている。しかしその後再度立候補して当選した（紀元前91年ごろ）。同盟市戦争中の紀元前89年にはプラエトル（法務官）を務めた。
紀元前87年、アッピウス・クラウディウスという指揮官が、カンパニアのノラを包囲しているが、現代の歴史学者はこの人物をプルケルと考えており、その場合プルケルは前法務官としてインペリウム（軍事指揮権）を維持していたはずである。ルキウス・コルネリウス・スッラの命で恐らくプロプラエトルとしてノラを包囲したと考える研究者もいる。反乱を起こしてローマから追放された執政官ルキウス・コルネリウス・キンナは、ノラを包囲するプルケルの軍を賄賂で味方につけ、アフリカへ亡命していたガイウス・マリウスらを呼び戻し、紀元前86年、スッラがミトリダテス戦争のためにバルカン半島に出征した隙きに、キンナとマリウスがローマを占領した。護民官がプルケルに対する法を提案したが、プルケルはキンナに買収された不法があったため出頭せず、インペリウムを剥奪された。
この時点で、プルケルはローマから追放され、亡命者となった。紀元前86年のケンススで、プルケルは甥であるケンソルのルキウス・マルキウス・ピリップスによって元老院議員名簿から除外された。おそらくこの後、プルケルは東へ行きスッラと合流した。ミトリダテス6世と講和したスッラはローマへと進軍しマリウス派との内戦に勝利する。紀元前82年11月にスッラは終身独裁官に就任した。スッラはプルケルを再び元老院議員とし、また紀元前79年には執政官に就任した。同僚執政官は、妻の甥であるプブリウス・セルウィリウス・ウァティアであった。
執政官任期満了後、プルケルはプロコンスル（前執政官）権限でマケドニア属州の総督を務めることとなった。しかし、赴任途中で病気となりタレントゥムで長期療養を余儀なくされた。その後一旦ローマに戻り、紀元前77年初めにインテルレクスとして選挙を管理した。その後、ようやくマケドニアに赴任するが、そのころマケドニアは北方のトラキアのスコルディスキ族の侵攻に苦しめられていた。ティトゥス・リウィウスは、プルケルはいくつかの戦いで勝利したと書いている。一方でオロシウスは「多くの失敗をおかした」としている。この戦争の最中に、プルケルは病死した。

## 家族
プルケルはローマで最も有力な一族であったカエキリウス・メテッルス家の女性と結婚している。おそらくクィントゥス・カエキリウス・メテッルス・バリアリクス（紀元前123年執政官）またはルキウス・カエキリウス・メテッルス・ディアデマトゥス（紀元前117年執政官）の娘であろう。この結婚で3人の息子と3人の娘が生まれている。長男アッピウスは紀元前54年に執政官を務め、次男ガイウスは紀元前56年に法務官となっている。三男は30歳を過ぎてからプレブス（平民）の家に養子に入り、プブリウス・クロディウス・プルケルと名乗った。これはプレブスのみが就任できる護民官になるためであった。護民官プブリウスはキケロを追放している。娘たちはクィントゥス・マルキウス・レクス（紀元前68年執政官）、ルキウス・リキニウス・ルクッルス（紀元前74年執政官）、クィントゥス・カエキリウス・メテッルス・ケレル（紀元前60年執政官）の妻となった。

## 参考資料

### 古代の資料
- カピトリヌスのファスティ
- ティトゥス・リウィウス『ローマ建国史』
- オロシウス『異教徒に反論する歴史』
- プルタルコス『対比列伝』
- マルクス・トゥッリウス・キケロ『プランキウス弁護』

### 研究書
- Broughton R. Magistrates of the Roman Republic. - New York, 1952. - Vol. II. - 558 p. - ISBN 978-0891307068 . - ISBN 0891307060 .
- Кeaveney A. Who were the Sullani?  // Klio. - 1984 .-- T. 66 . - S. 114-150 .
- Münzer F. Claudius // Paulys Realencyclopädie der classischen Altertumswissenschaft . - 1899. - Bd. III, 2. - Kol. 2662-2667.
- Münzer F. Claudius 296 // Paulys Realencyclopädie der classischen Altertumswissenschaft . - 1899. - Bd. III, 2. - Kol. 2848-2849.